# Mikoyan-Gurevich MiG-3

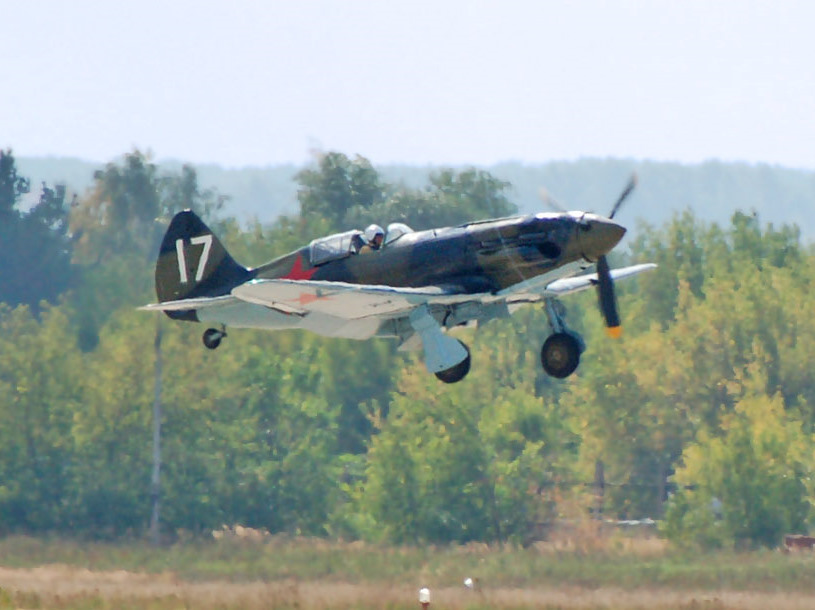
МiG-3 em voo

O Mikoyan-Gurevitch MiG-3 foram os dois primeiros caças concebidos pelo escritório de pesquisa dos engenheiros Artem Mikoyan e Mikhail Gurevich, a MiG.
Foi concebido e produzido em massa por esta família de aviadores soviéticos que vieram a formar a OKB MiG.
O primeiro ensaio teve sucesso pois o avião foi produzido numa quantidade significativa. Porém, embora ele beneficiar de grandes qualidades, como a elevada velocidade, a sua concepção não fora feita a pensar na alta altitude sendo muito limitado o seu uso no contexto, além de possuir uma baixa taxa de viragem (tempo que uma aeronave concluir uma curva).

## Desenvolvimento
No final do ano de 1939, a fábrica aeronáutica n.°1 de Aviakhim, próxima de Moscovo, produziu os aviões Polikarpov I-15bis e Polikarpov I-153. Foram um dos últimos biplanos de combate a ver serviço, com aeronaves monoplanas mais modernas, como o alemão Messerschmitt Bf 109, o britânico Hawker Hurricane e o americano Curtiss P-36, aparelhos onde a velocidade e o poder de fogo era priorizado em detrimento da maior manobrabilidade dos biplanos.
A produção do Yakovlev BB-22 teve dificuldades devido à equipa dirigente da fábrica estar numa situação delicada, pois não tinha um avião moderno que fosse capaz de ser posto depressa em produção.
Havia duas soluções para superar esta situação: a produção do I-26, o futuro Yakovlev Yak-1, como também o projecto I-200 do escritório de Polikarpov que, colocara um motor Mikouline AM-37, apresentado logo características superiores com uma velocidade máxima calculada de 670 quilômetros por hora, sendo assim um dos aviões mais rápidos, levando em consideração que usava um motor turboélice.
Parecia esse sim, um avião mais adaptável à produção na fábrica que o modelo de Yakolev e precisaria de menos amenidades nas instalações, o que deveria permitir uma produção em massa mais rápida.